# Birmingham Grand Prix 2019
Il Birmingham Grand Prix 2019 è stato la 22ª edizione dell'annuale meeting di atletica leggera; le competizioni hanno avuto luogo all'Alexander Stadium di Birmingham, il 18 agosto 2019. Il meeting è stato la dodicesima tappa del circuito IAAF Diamond League 2019.

## Programma[1]
| # | Orario | Specialità             |
| - | ------ | ---------------------- |
| 1 | 13:26  | 110 metri ostacoli     |
| 2 | 14:03  | 400 metri              |
| 3 | 14:13  | 400 metri ostacoli     |
| 4 | 14:19  | Salto in alto          |
| 5 | 14:38  | Lancio del giavellotto |
| 6 | 14:43  | 1500 metri             |
| 7 | 15:12  | 800 metri              |
| 8 | 15:32  | 100 metri              |

| # | Orario | Specialità         |
| - | ------ | ------------------ |
| 1 | 12:45  | Lancio del disco   |
| 2 | 13:07  | Salto con l'asta   |
| 3 | 14:10  | Salto in lungo     |
| 4 | 14:23  | Miglio             |
| 5 | 14:33  | 100 metri          |
| 6 | 14:55  | 3000 metri siepi   |
| 7 | 15:22  | 100 metri ostacoli |
| 8 | 15:41  | 800 metri          |
| 9 | 15:52  | 200 metri          |

     Specialità valide per la Diamond League

## Risultati
Di seguito i primi tre classificati di ogni specialità.

### Uomini
| Specialità             |                  | Prestazione | 2º classificato    | Prestazione | 3º classificato      | Prestazione |
| 100 m                  | Yohan Blake      | 10"07       | Adam Gemili        | 10"07       | Michael Rodgers      | 10"09       |
| 400 m                  | Akeem Bloomfield | 45"04       | Obi Igbokwe        | 45"53       | Matthew Hudson-Smith | 45"55       |
| 800 m                  | Mark English     | 1'45"94     | Alfred Kipketer    | 1'46"10     | Elliot Giles         | 1'46"27     |
| 1500 m                 | Ronald Musagala  | 3'35"12     | Stewart McSweyn    | 3'35"21     | Craig Engels         | 3'35"51     |
| 110 m ostacoli         | Omar McLeod      | 13"21       | Freddie Crittenden | 13"31       | Wenjun Xie           | 13"43       |
| 400 m ostacoli         | Yasmani Copello  | 49"08       | Alison Santos      | 49"20       | David Kendziera      | 49"29       |
| Salto in alto          | Brandon Starc    | 2.30 m      | Ilya Ivanyuk       | 2.23 m      | Mathew Sawe          | 2.23 m      |
| Lancio del giavellotto | Chao-Tsun Cheng  | 87.75 m     | Jakub Vadlejch     | 85.78 m     | Mathew Sawe          | 85.29 m     |

### Donne
| Specialità       |                         | Prestazione | 2º classificato          | Prestazione | 3º classificato           | Prestazione |
| 100 m            | Tatjana Pinto           | 11"37       | Dezerea Bryant           | 11"84       | Teahna Daniels            | 12"02       |
| 200 m            | Shaunae Miller-Uibo     | 22"24       | Dina Asher-Smith         | 22"36       | Shelly-Ann Fraser-Pryce   | 22"50       |
| 800 m            | Ajeé Wilson             | 2'00"76     | Lynsey Sharp             | 2'01"09     | Raevyn Rogers             | 2'01"40     |
| Miglio           | Konstanze Klosterhalfen | 4'21"11     | Gabriela DeBues-Stafford | 4'22"47     | Eilish McColgan           | 4'24"71     |
| 3000 m siepi     | Beatrice Chepkoech      | 9'05"55     | Celliphine Chespol       | 9'06"76     | Winfred Mutile Yavi       | 9'07"23     |
| 100 m ostacoli   | Danielle Williams       | 12"46       | Kendra Harrison          | 12"66       | Tobi Amusan               | 12"71       |
| Salto con l'asta | Katerina Stefanidi      | 4.75 m      | Alysha Newman            | 4.65 m      | Yarisley Silva            | 4.65 m      |
| Salto in lungo   | Nafissatou Thiam        | 6.86 m      | Ivana Španović           | 6.85 m      | Katarina Johnson-Thompson | 6.85 m      |
| Lancio del disco | Yaimé Pérez             | 64.87 m     | Denia Caballero          | 64.59 m     | Sandra Perković           | 63.80 m     |

     Prestazione che stabilisce il nuovo record del meeting.